# Брадеана (Алба)
Брадеана (рум. Brădeana) насеље је у Румунији у округу Алба у општини Соходол. Oпштина се налази на надморској висини од 795 m.

## Становништво
Према подацима из 2002. године у насељу је живело 180 становника, од којих су сви румунске националности.